# Splitwind Island
Splitwind Island är en ö i Antarktis. Den ligger i havet utanför Västantarktis. Argentina, Chile och Storbritannien gör anspråk på området. Fram till 1959 hette ön "Rothschild Island", men för att undvika förväxling med en annan ö med samma namn, Rothschild Island, så bytte ön namn till Splitwind Island.